# Ken Keller
William Kenneth "Ken" Keller (Brooklyn, Nueva York; 16 de agosto de 1922 - Nueva York, Nueva York; 24 de febrero de 1983) fue un jugador de baloncesto estadounidense que disputó una temporada en la BAA, además de jugar en la PBLA y la ABL. Con 1,85 metros de estatura, jugaba en la posición de base.

## Trayectoria deportiva

### Universidad
Jugó durante tres temporadas con los Red Storm de la Universidad de St. John's, siendo el máximo anotador de su equipo.

### Profesional
En 1946 fichó por los Washington Capitols, donde llegó a jugar 25 partidos, en los que promedió 0,9 puntos. Esa misma temporada jugó además tres partidos con los Providence Steamrollers, en los que no llegó a anotar ni un solo punto.
En 1947 fichó por los Atlanta Crackers de la PBLA, donde tampoco tuvo suerte, jugando cinco partidos en los que tampoco llegó a anotar. Acabó su carrera profesional vistiendo la camiseta de los Paterson Crescents de la ABL.

#### Estadísticas en la BAA

##### Temporada regular
| Temporada | Edad | Equipo                  | Liga | P  | TC  | TCA | %TC  | TL  | TLA | %TL  | ASIS | FP  | PTS |
| 1946-47   |      | TOTAL                   | BAA  | 28 | 0.4 | 1.1 | .333 | 0.1 | 0.2 | .400 | 0.0  | 0.5 | 0.8 |
| 1946-47   |      | Washington Capitols     | BAA  | 25 | 0.4 | 1.2 | .333 | 0.1 | 0.2 | .500 | 0.0  | 0.6 | 0.9 |
| 1946-47   |      | Providence Steamrollers | BAA  | 3  | 0.0 | 0.0 |      | 0.0 | 0.3 | .000 | 0.0  | 0.3 | 0.0 |
| Total     |      |                         | BAA  | 28 | 0.4 | 1.1 | .333 | 0.1 | 0.2 | .400 | 0.0  | 0.5 | 0.8 |